# トゲアリ
トゲアリ（棘蟻、学名：Polyrhachis lamellidens）は、ハチ目（膜翅目）アリ科トゲアリ属に属する、アリの一種である。日本のトゲアリ属は現在4種が確認されており、日本本土には本種以外にもチクシトゲアリがいる。

## 形態
働きアリの体長は7 - 8mm、女王アリは12mm。
働きアリの胸部は明るく鮮やかな赤褐色で、細かい点刻の密生によりその部分の艶は無い。背面に弓なりに湾曲した3対計6本の鋭い棘が備わっている。また、丸っこい体格をしており、腹部は常に下を向く。
一方、女王アリにも棘は同様の配置で備わるが短く、総じてその形態はクロオオアリの働きアリに似ている。エナメルを塗ったような光沢がある身体と、胸部と腹部の間にある赤い棘が特徴。
オスは有翅で全体に毛深く、棘が無く、メスとはかけ離れた姿である。

## 生態

### 分布
日本の本州から屋久島までに分布している。国外では台湾、朝鮮半島、中国に分布する。

### 生息環境
平地〜低山地の雑木林に生息する。植物相が豊かで一定以上の規模のある林であれば、都市のごく近くでもみられる。直射日光にさらされず、同時に風通しがあり、適度の木漏れ日が射すような条件が好まれる。逆に、あまり樹木草本が濃密に生い茂っている環境には棲まないことが多い。また、営巣には洞の出来るようなある程度太い、一定の樹齢のある樹木が必要なため、あまり若く細い樹木ばかりの林にはほとんど生息していない。

### 営巣
ある程度太い、樹齢のある樹木の根元近くにある洞等を巣に利用していることが多い。樹種はコナラを筆頭に、クヌギ、スダジイ、サクラ等が多い。原則としてこれらは即ち、後述の寄生対象である宿主アリが営巣していた場所ということになる。ただ、何らかの理由で環境が悪化すると、一旦乗っ取りに成功して繁栄した巣穴を捨てて、近距離の別所に引っ越す場合もある。
本種は他のアリのコロニーに一時的に寄生する一時的社会寄生を行う。寄生するアリの種としては、クロオオアリ、ミカドオオアリ、ムネアカオオアリが確認されている。また、飼育下ではトゲアリ同士で寄生させることもできる。
社会寄生では、まず女王がクロオオアリのワーカー（働きアリ）に馬乗りになり、自分ににおいをつけるとその巣の女王アリを殺害し、その巣を乗っ取る。トゲアリと同じく、日本で一時的社会寄生を行うものはアメイロケアリ、テラニシクサアリ、ヒラアシクサアリ、クロクサアリなどがいる。
本種の女王による乗っ取り行動の成功率は非常に低く、営巣の開始に辿り着けるのは、限られたわずかな女王だけであると考えられている。寄主の巣に侵入した新女王は、宿主アリの働きアリたちから激しい攻撃を受ける。この際、トゲアリの新女王は宿主巣内の敵の少ない場所に一時退避し、以後散発的に働きアリとの格闘をおこなって匂い物質を自らの体表に蓄え、攻撃を受けずに巣の中心へ進むことができるよう準備する。これを長い日数繰り返し、攻撃されなくなってから、トゲアリ新女王は宿主アリの女王攻略に向かう。しかし、現実にはそれまで生存できないことのほうが多く、また宿主女王との戦いも命がけのものとなる。一方、簡単に乗っ取りに成功する例としては、宿主アリの女王がたまたま衰弱していたりごく最近に死亡していたりするケースがあるが、当然これもそういった稀な幸運に恵まれた場合のみである。

## 生活史
「結婚飛行」は8 - 10月の間に行われる。時間帯は午前から昼間にかけて。

## 飼育
特殊な生態を持つ種の為に飼育が困難なため、初心者には不向きである。
うまくいけば、数年 - 10年ほど飼育できる。